# 對倒 (小說)
《對倒》是香港作家劉以鬯的代表作之一，知名度僅次於《酒徒》。
《對倒》結構創新，用雙線平衡敘述手法，以及意識流的技巧，描述了小說中一男一女一天的遭遇及內心世界，側面反映出七十年代香港的境況。

## 名稱由來
小說的概念來自作者於1972年於拍賣會投得的一枚「慈壽九分銀對倒舊票」雙連。《對倒》是郵學上的名詞譯自法文tête-bêche，指一正一負的雙連郵票。這類郵票，必須相連才有價值，一旦分開，便與普通郵票一樣，變得平平無奇。

## 故事
小說背景是七十年代的香港，男主人翁淳于白是從上海移居香港多年的男子，對城市滿懷憶舊傷感。女主人翁亞幸是在香港土生土長的少女，對未來充滿世俗浪漫的想像。他們各自街道兩端相對行走，途中看到各種物事作出不同思緒。
最終兩人不約而同地來到旺角，並排同坐看同一齣電影，然後又分開了。當天晚上，兩人都發了個綺夢，男的夢見自己變回年輕時的樣子跟女的做愛，女的夢見跟一名英俊的男子做愛，成為兩人相連之處，也完整了「對倒」的意義。
看似兩個平凡人各自的心境感受描繪，但兩人的故事互相交織，形成強烈的對比，也立體呈現當時香港經濟起飛、社會繁榮，但前景不明、人心空虛的面貌。

## 評價
楊義先生在《世界短篇小說精品文庫（中國卷）》的《編選者序》中對《對倒》的評語：
「這種把意識流手法用於陌生人街頭對行，從而產生隔代人不同心態的強烈對比的敘事謀略，實在是匠心獨到的創造。」

## 版本
《對倒》最初於1972年11月18日在《星島晚報》連載，每天一千字。劉以鬯擔心報館方面不喜歡這類形式的小說，所以寫了一百多天後（共11萬字，分64節），就將它結束了。是為《對倒》的長篇版本。三年後，劉應也斯寫稿並把《對倒》改寫成短篇小說（約3萬字，分42節），刋登在《四季》雜誌上，《對倒》的短篇版本出現了。之後，日本二松學舍大學教授本橋春光將這個版本譯成日文 ，收在《現代中國短篇小說選》中。故此，《對倒》第一次以書籍形式刋出是日文的版本。
1988年，李文靜再將短篇版譯成英文，刊於香港中文大學出版的《譯叢》第29、30期。
至於長篇版的《對倒》一直得不到出書的機會，直到二十年後（1992年），才由北京的文聯出版公司首次出版，但印數很少，且出版社事前有「即使斷版，也不考慮再印」的要求。
雖然劉很希望小說能在香港出版，但一直苦無機會，也擔憂《對倒》會被人遺忘了，從此消失。
1998年，《對倒》（短篇）收錄在福建海峽文藝出版社的《世界短篇小說精品文庫（中國卷）》一書 中。
2000年，劉不再處理辦了十五年半的《香港文學》（月刊）的事務，心情低落。好友黃東濤、蔡瑞芬夫婦為鼓勵他，建議為他出版新書，於是劉將長、短篇《對倒》合在一起，加上各地學者、作家的評論，結成《對倒》香港版， 由獲益出版。
同年，王家衛受《對倒》啟發的電影《花樣年華》獲得巨大成功，並在片尾率先出現「特別鳴謝 劉以鬯」七個紅底白字。 《對倒》才被廣泛地讓人們重新認識。
2003年《對倒》法文譯本由Philippe Picquier出版。
2015年，台灣行人出版社出版《對倒》，收錄了長篇及短篇，是第一次在台灣出版。